# Goldsboro (Maryland)
La ville de Goldsboro est située dans le comté de Caroline, dans l’État du Maryland, aux États-Unis. Sa population s’élevait à 211 habitants lors du recensement de 2020.